# 魔法少女ちゅうかないぱねま!
『魔法少女ちゅうかないぱねま!』（まほうしょうじょ ちゅうかないぱねま）は、1989年7月23日から同年12月24日までフジテレビ系列で放送された特撮テレビ番組。東映不思議コメディーシリーズ第10作。全23話。

## 概要
前作『魔法少女ちゅうかなぱいぱい!』が主演の小沢なつきの撮影ボイコットによる降板でやむなく打ち切りとなり、急遽制作が決まった作品である。そのため、人気のあった前作の路線を基本的に踏襲し、ヒロインのいぱねまが失踪した両親を探しつつ、前作と同様、高山家に居候して人間界の生活を体験するというドラマを展開している。これによって知名度が上がった島崎の出世作になった。
登場人物は、人間界のキャラクターは『ぱいぱい』の出演者をほぼ継承しているが、逆に中華魔界のキャラクターはストーリー上、『ぱいぱい』のキャラクターと交錯することがないため、主人公（いぱねま）以下、全員変更になっている。
東映不思議コメディシリーズでは最短の話数となった作品である。

## あらすじ
中華魔界の大富豪の娘で中華魔女であるいぱねまは、聖中華魔女女子学院の八宝菜院長と裏で手を引く八宝菜の姉・揚子江大飯店らの陰謀によって破産に追い込まれたあげく、学院の小公女にされ八宝菜に扱き使われる日々を送っていた。しかしそれに耐えかね、破産と同時に失踪した両親を探すべく、人間界をさまよっていた。
そんな時、人間界で家政婦をした中華魔界の魔法少女ぱいぱいが人間界を去る時に残していった中華魔界のペンダントを携えた、高山シンゴを偶然目撃する。
いぱねまは、それを手がかりに、ぱいぱい同様、高山家の家政婦になり様々な騒動を解決しながら一家の再興と両親の捜索をすることになった…。

## 登場人物
いぱねま
中華魔界の見習い中華魔女。勉強は苦手で本来なら聖中華魔女女子学院に入学できる学力はない。同学院を卒業する前に資産家である両親が破産し、卒業証書である中華魔女のペンダントを受取っていないため魔法が未熟。
借金のカタに聖中華魔女女子学院でタダ働きさせられていたが、夜逃げした両親を探して人間界に逃げ出してきた。その際、シンゴがぱいぱいから渡された中華魔女のペンダントを見て、それを貰うため高山家の家政婦を買って出る。
苦労知らずのお嬢様育ちのため家事仕事は全く出来ないが、努力家でありすぐに腕を上げる。普段は伊達メガネをかけている。
「リンパラ、イパネマ、シャオシャオパイ」の呪文でぱいぱいのペンダントを使って中華魔女姿に変身する。ペンダントが変化したステッキはぱいぱいの物とデザインが変わる。
実は、聖中華魔女女子学院に入学できたのは、中華魔界に伝わる伝説の秘宝「グレートパイロン」の正統継承者にして、いぱねまの実家の次期当主であり、グレートパイロンの秘宝を狙う揚子江大飯店と八宝菜院長一派がこの事実を知り、特別に入学を許可したものだった。さらに両親の破産も、彼女らによって仕組まれたものであった。
名前の由来はリオ・デ・ジャネイロのイパネマ海岸とその地を舞台にした曲、「イパネマの娘」から。
高山 アキラ
三バカ兄弟の長男。父親似の部分が一層強くなり、頼りなさに加え都合が悪くなると逃げ出す癖まで似てきた。兄弟の中でも特に偏差値が低く、小学校一年の算数も出来ない。
高山 トオル
三バカ兄弟の次男。父親似の兄とませた弟に挟まれながら多感な時期を迎えている。兄弟の中で悪賢いものの、一番のしっかり者。
高山 シンゴ
三バカ兄弟の三男。『ぱいぱい』から引き続きガールフレンドのサヤカちゃんといい関係。ぱいぱいとの思い出に彼女のペンダントを渡されたが、中華魔女とペンダントの関係を知り、それをいぱねまに譲る。
中華魔界関係者以外でいぱねまが中華魔女に変身することを知っている唯一の人物。そのことに関して口止めされているが、非常に口が軽く皆に言いふらしている。しかし、三バカ兄弟としての悪名のせいで全く信用されていない（いぱねまにとっては、それが図らずも功を奏している）。その繋がりでぱいぱいが中華魔女であったことも知る。「やった！」が口癖。兄弟の中で一番いぱねまに懐いている。
高山 行男
相変わらず頼りない三バカ兄弟の父親。考古学者の仕事は熱心である。最終話で大学の研究室の学生だった江藤幸子と結婚（自身は再婚）。
三軒茶屋 小百合
行男の姉で三バカ兄弟の伯母。以前にも増して、「名門高山家の復活」を夢見て三バカ兄弟をまともにしようとしている。自身も怪しい商売で金儲けして名門復活を成し遂げようとしている。恋愛経験や結婚歴がなく独身であり、なぜ三軒茶屋姓であるかは謎。
チグリス
いぱねまの家に仕えていた元召使い。いぱねまの両親に貸しているお金を返してもらうため、いぱねまの親捜しに協力している。
名前の由来はチグリス川。
ユーフラテス
いぱねま家の元召使いでチグリスの息子。父の行動についきてはいるが、恩を仇で返そうとしている父親に不満を持っている。いぱねま同様、勉強は苦手だが侍従関係を重視する真面目な一面を持ち、それゆえ、いぱねまに対する恋心を隠す純情さも持つ。物語の終盤、八宝菜院長らに囚われたいぱねまを助けに向かい、彼女を見事解放して逆転の糸口を掴む。その後いぱねまに求婚されて受け入れる。
名前の由来はユーフラテス川。
八宝菜院長（）
聖中華魔女女子学院院長。苦労して院長になったため、苦労知らずのいぱねまに嫉妬し、地位を貶めようと企む。いぱねまが人間界に逃げても執拗に嫌がらせを繰り返す。
最終話近くで中華魔界に伝わる伝説の秘宝・「グレートパイロン」を得ようといぱねまを誘拐するが、救出にやってきたユーフラテスの手でいぱねまが解放され、最後はいぱねまが得た「グレートパイロン」の力によって、姉妹ともども実物（自身は料理の八宝菜）に姿を変えられた（前作の五目殿下と同じ末路）。
揚子江大飯店（）
聖中華魔女女子学院理事長。同学院八宝菜院長の姉。絶対服従の関係にある八宝菜院長を操り、いぱねまが秘密を握るとされる「グレートパイロン」を奪おうとする。
妹同様、最終話近くで最後は冕冠（普段彼女が被る帽子）に姿を変えられた（前作の五目殿下と同じ末路）。

## いぱねまの能力
ペンダント
中華魔女への変身アイテムで聖中華魔女女子学院の卒業証書。シンゴから譲り受けた元はぱいぱいのペンダント。変身後はステッキに変わる。
コンパクト
平時に魔法を使用する時のアイテム。ハート形をしており、中に小さなステッキが入っている。魔法を使用する時にはそのステッキを中央に当てて呪文を唱える。ペンダントを所持していない状態では未熟な魔法しか使えない。
不思議な時計
中華魔界に伝わる伝説の時計。時間を操ったり、過去の映像を見せる能力がある。行男が発掘の際に拾い持ち帰った岩の中に入っていた。心の綺麗な人にしか懐かず、最終的にいぱねまが所有することとなる。
オルゴール
いぱねまの部屋に飾ってある装飾品。劇中で特に使用されず出番はEDのみ。

## キャスト
- いぱねま - 島崎和歌子
- 高山アキラ - 湯本貴宣
- 高山トオル - 山中一希
- 高山シンゴ - 石上大輔
- 高山行男 - 斉木しげる
- 三軒茶屋小百合 - 柴田理恵
- サヤカ - 黒谷加菜子
- チグリス - 三谷昇
- ユーフラテス - 渡辺博貴
- 警察官 - 市川勇（第3話）
- 森先生 - 森篤夫（第8話、第21話）
- 校長 - 歌澤寅右衛門（第8話）
- いぱねまの父 - 石山律雄
- いぱねまの母 - 山村美智
- 八宝菜院長 - 渡辺信子
- 揚子江大飯店 - 銀粉蝶

## スタッフ
- 原作 - 石ノ森章太郎
- 企画 - 小林義明（東映）、石原隆、原岡健一郎（フジテレビ）
- プロデューサー - 日笠淳、西村政行（東映）
- 脚本 - 浦沢義雄、大原清秀、山永明子
- 監督 - 坂本太郎、三ツ村鐵治、佐伯孚治、村山新治
- 撮影 - 林迪雄、利根川曻
- 計測 - 大沢信吾
- 助監督 - 佐々木良文、河田章、北出和也
- アクションアドバイザー - 岡田勝（大野剣友会アクションスタジオ）
- 振付 - 土居甫
- クレイイラスト - 林恭三
- キャラクターコーディネーター - 小佐野聡（石森プロ）
- 音楽 - 本間勇輔
- 制作 - フジテレビ、東映、読売広告社（ノークレジット扱い）

## 音楽
主題歌
OPテーマ「タマゴより難しい」
作詞 - 石川あゆ子 / 作曲・編曲 - 本間勇輔 / 歌 - KUKO（コロムビアレコード）
EDテーマ「優しい柱時計」
作詞 - 石川あゆ子 / 作曲・編曲 - 本間勇輔 / ストリングスアレンジ - 重実徹 / 歌 - 井上てるよ（コロムビアレコード）
挿入歌
「元気がソレを許さない」（第5話・第6話）
作詞 - 売野雅勇 / 作曲 - 都志見隆 / 編曲 - 京田誠一 / 歌 - 島崎和歌子（ポリドール）
「恋のピー・カ・ブー」（第9話）
作詞 - 売野雅勇 / 作曲 - 都志見隆 / 編曲 - 西平彰 / 歌 - 島崎和歌子（ポリドール）

## 放映リスト
| 放送日         | 話数 | サブタイトル                 | ゲストキャラクター                                                                                                  | 脚本     | 監督       |
| -------------- | ---- | ---------------------------- | --- | -------- | ---------- |
| 1989年 7月23日 | 1    | 聖中華魔女女子学院の小公女   | | 浦沢義雄 | 坂本太郎   |
| 7月30日        | 2    | ぱいぱいさんに負けない       | | 浦沢義雄 | 坂本太郎   |
| 8月6日         | 3    | 母をたずねて三千円           | - 高山緑（菊池かおり）                                                                                              | 大原清秀 | 三ツ村鐵治 |
| 8月13日        | 4    | 不思議な時計？！             | | 浦沢義雄 | 三ツ村鐵治 |
| 8月20日        | 5    | 砂嵐の少女                   | - ケイ（田京恵） - 老人（依田英助）                                                                                 | 山永明子 | 坂本太郎   |
| 8月27日        | 6    | 大地に足をつけて…            | | 浦沢義雄 | 坂本太郎   |
| 9月3日         | 7    | ユーフラテスの恋             | | 浦沢義雄 | 佐伯孚治   |
| 9月10日        | 8    | トオルの鬼先生               | | 大原清秀 | 佐伯孚治   |
| 9月17日        | 9    | ノーブラ日本                 | - 向ヶ丘源三郎（大泉滉） - アヤ（榎沢佐季子）                                                                       | 大原清秀 | 村山新治   |
| 9月24日        | 10   | ユーフラテスは握らない…      | | 浦沢義雄 | 村山新治   |
| 10月1日        | 11   | 3兄弟のスタンドバイミー      | | 浦沢義雄 | 坂本太郎   |
| 10月8日        | 12   | ユーフラテスの誕生日         | | 浦沢義雄 | 坂本太郎   |
| 10月15日       | 13   | 哀愁の三軒茶屋に霧が降る     | - 薬屋（高橋利道）                                                                                                  | 山永明子 | 三ツ村鐵治 |
| 10月22日       | 14   | 父さんに殴られた日           | | 浦沢義雄 | 三ツ村鐵治 |
| 10月29日       | 15   | タナボタ人生                 | - 司会者（篠田薫）                                                                                                  | 大原清秀 | 佐伯孚治   |
| 11月5日        | 16   | 川崎大三郎の秘密             | - 川崎大三郎（須永祥之） - 飯島早苗（滝沢幸代） - アラビアの王様（久保晶） - アラビアナマズの精（うちやまきよつぐ） | 浦沢義雄 | 佐伯孚治   |
| 11月12日       | 17   | ミカンは総合芸術フルーツです | - ミカンの精（金子真実、松浦佐知子） - 神様（佐戸井けん太）                                                         | 浦沢義雄 | 坂本太郎   |
| 11月19日       | 18   | お兄ちゃん売ります           | | 浦沢義雄 | 坂本太郎   |
| 11月26日       | 19   | フィクション王国             | - 隣の山田さん（斉藤暁） - ヨシアキさん（家中宏） - ショウコさん（藤井佳代子）                                      | 大原清秀 | 村山新治   |
| 12月3日        | 20   | 在原業平の陰謀               | - 在原業平（高野光平） - おでん屋（高月忠）                                                                         | 浦沢義雄 | 村山新治   |
| 12月10日       | 21   | 馬少年現わる                 | - 須田社長（大木正司） - 部下（岩崎ひろし）                                                                         | 大原清秀 | 坂本太郎   |
| 12月17日       | 22   | 父さんに恋人!?               | - 江藤サチコ（吉沢秋絵）                                                                                            | 浦沢義雄 | 坂本太郎   |
| 12月24日       | 23   | 別れのクリスマス             | - 江藤サチコ（吉沢秋絵）                                                                                            | 浦沢義雄 | 三ツ村鐵治 |

## 放送局
| 放送期間（または、放送体制） | 放送時間                                                                            | 放送局         | 対象地域       | 備考   |
| ---------------------------- | ----------------------------------------------------------------------------------- | -------------- | -------------- | ------ |
| 1989年7月23日 - 12月24日     | 日曜 9:00 - 9:30                                                                    | フジテレビ     | 関東広域圏     | 制作局 |
|                              |                                                                                     | 北海道文化放送 | 北海道         |        |
|                              |                                                                                     | 山形テレビ     | 山形県         |        |
|                              |                                                                                     | 新潟総合テレビ | 新潟県         |        |
|                              |                                                                                     | 長野放送       | 長野県         |        |
|                              |                                                                                     | テレビ西日本   | 福岡県         |        |
| 1989年8月4日 - 1990年1月12日 | 金曜 17:30 - 18:00                                                                  | 石川テレビ     | 石川県         |        |
| 遅れネット                   | 月曜 16:07 - 16:35                                                                  | 岩手放送       | 岩手県         |        |
|                              | 金曜 16:00 - 16:30                                                                  | 仙台放送       | 山形県         |        |
|                              | 金曜 16:00 - 16:30（1989年10月13日まで） → 金曜 17:00 - 17:30（1989年10月20日から） | テレビ静岡     | 静岡県         |        |
|                              | 金曜 16:00 - 16:30                                                                  | 東海テレビ     | 中京広域圏     |        |
|                              | 月曜 18:25 - 18:55                                                                  | KBS京都        | 京都府         |        |
|                              | 月曜 18:30 - 19:00（1989年9月まで） → 金曜 17:00 - 17:30（1989年10月から）          | サンテレビ     | 兵庫県         |        |
|                              | 金曜 16:00 - 16:30                                                                  | 岡山放送       | 岡山県・香川県 |        |
|                              | 木曜 16:00 - 16:30                                                                  | テレビ新広島   | 広島県         |        |
|                              | 金曜 16:00 - 16:30                                                                  | サガテレビ     | 佐賀県         |        |
|                              | 金曜 16:00 - 16:30（1989年9月まで） → 水曜 16:30 - 17:00（1989年10月から）          | テレビ熊本     | 熊本県         |        |

## 視聴率
- 最高視聴率：18.3%（最終回、バッテンロボ丸と並ぶ東映不思議コメディーシリーズ歴代5位）

ビデオリサーチ調べ、関東地区

## 映像ソフト化
- ビデオ (VHS、セル・レンタル共通) は全6巻が東映ビデオよりリリースされている。
- 2003年10月21日から12月5日にかけてDVDが東映ビデオから発売された。全2巻の各2枚組でVol.1は11話、Vol.2は12話収録。
- 2008年7月21日発売の「石ノ森章太郎 生誕70周年 DVD-BOX」に第1話が収録されている。

## ネット配信
- 東映特撮 YouTube Official：2011年10月31日 - 2012年1月15日、2014年7月14日 - 9月29日、2018年8月20日 - 11月12日
- 東映特撮ニコニコおふぃしゃる：2013年9月11日 - 2014年2月12日

## コミカライズ
- 谷沢直（小学館「ぴょんぴょん」）
- 井上良平（徳間書店「テレビランド」）